# Interpret Europe
Interpret Europe is een internationale organisatie, die onderzoek en uitvoering op het gebied van erfgoedinterpretatie en erfgoededucatie bevordert in Europa. De officiële naam luidt European Association for Heritage Interpretation. De leden zijn verenigingen, organisaties, bedrijven en individuen, die werkzaam zijn op het gebied van cultureel erfgoed of het behoud van natuurgebieden. Ongeveer 90% van de leden komt uit Europa.

## Voorgeschiedenis

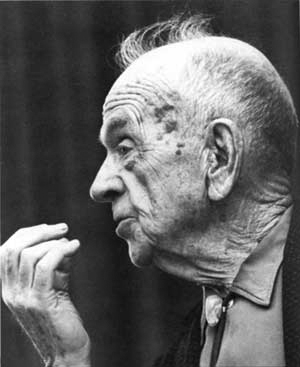
Freeman Tilden

Het vakgebied van erfgoedinterpretatie ontwikkelde zich het eerst in nationale parken in de Verenigde Staten, gedurende de eerste helft van de 20e eeuw. Het begrip werd voor eerst gedefinieerd door Freeman Tilden in 1957: 
Interpretation is an educational activity which aims to reveal meanings and relationships through the use of original objects, by first-hand experience, and by illustrative media, rather than simply to communicate factual information.
 (Interpretatie is een educatieve activiteit, gericht op het onthullen van betekenissen en relaties, door het gebruik van originele voorwerpen, door het bieden van ervaringen uit de eerste hand, en door het gebruik van illustratieve media. Aan deze middelen wordt de voorkeur gegeven boven het simpelweg doorgeven van feitelijke informatie.
 De eerste nationale vereniging in Europa was de ‘Vereniging voor de Interpretatie van het erfgoed van Groot-Brittannië', opgericht in 1975. Interpret Europe begon als een open netwerk in 2000, en de vereniging werd officieel vastgelegd op 14 juli 2010 in Slovenië.

## Doelen
Erfgoedinterpretatie is een vorm van niet-geformaliseerd leren, die mensen aanmoedigt te zoeken naar betekenisgeving in natuur- en cultureel erfgoed door eerstehands ervaringen met erfgoedplekken, objecten of evenementen. Het is een wereldwijde aanpak die vooral wordt gebruikt in beschermde omgevingen zoals bij monumenten, in musea, in zoölogische en botanische tuinen.
In Nederland is het vakgebied van erfgoedinterpretatie beter bekend als erfgoededucatie. Erfgoedinterpretatie gaat echter breder omdat het niet alleen is gekoppeld aan formele onderwijsdoelen en onderwijsleerplannen, maar bijvoorbeeld ook toeristische evenementen en educatieve diensten van musea kan omvatten.

## Structuur
Interpret Europe is een op lidmaatschap gebaseerde internationale organisatie zonder winstoogmerk, geregistreerd in Duitsland in 2010. Interpret Europe heeft een bestuur via het dualistisch bestuursmodel met een uitvoerende raad van bestuur en een raad van commissarissen.
De raad van bestuur heeft de dagelijkse leiding en bestaat uit ten minste twee leden, die elk geauthoriseerd zijn om op te treden als legale vertegenwoordiger. De raad van bestuur wordt aangesteld door de raad van commissarissen. De raad van commissarissen houdt toezicht en bestaat uit drie tot negen leden. Deze raad wordt gekozen door de Algemene Vergadering, die daarnaast de activiteiten van beide raden moet goedkeuren.

## Activiteiten
Interpret Europe organiseert congressen en neemt deel aan internationale projecten. Er worden ook trainingen georganiseerd.
Congressen bestaan uit workshops en studie bezoekjes en er kunnen wel 100 verschillende presentaties bezocht worden, die grotendeels door de deelnemers zelf worden verzorgd. Congressen van Interpret Europe werden tot nu toe gehouden in Duitsland (2011), Italië (2012), Zweden (2013), Kroatië (2014) Polen (2015) en België (2016). Het laatste congres in België had als thema: “Erfgoed interpretatie – voor de toekomst van Europa” en ging om de vraag hoe de ervaring van een bezoek aan historische locaties kon bijdragen aan leren over onderwerpen zoals mensenrechten, actief burgerschap en vrede.
Internationale projecten richten zich op verschillende onderwerpen, zoals de ontwikkeling van Europese kwaliteitscriteria (LEADER “Transinterpret” Project, Leonardo “TOPAS” Project) , de ontwikkeling van trainingen (Leonardo “HeriQ” Project), werken met specifieke doelgroepen (Grundtvig “HISA” Project) en omgaan met competentiegericht leren (Leonardo “IOEH” Project, Grundtvig “InHerit” Project).
Trainingen worden aangeboden in samenwerking met opleidingsinstituten in de verschillende landen en in verschillende talen en zijn op het moment gericht op het trainen van gidsen voor bezoek-gerelateerde faciliteiten zoals parken en musea. Een project waarin deze opleidingen worden ontwikkeld is Inherit. De partner voor Nederland is het instituut Plato van de Universiteit Leiden.

## Samenwerking
Interpret Europe is onderdeel van een wereldwijde samenwerking met de National Association for Interpretation (USA), Interpretation Canada, Interpretation Australia en andere netwerken en initiatieven. In Europa zijn op het moment twee gezamenlijke projecten met de Association for Heritage Interpretation (Verenigd Koninkrijk) en met Sdružení pro interpretaci místního dědictví (Tsjechië). Interpret Europe is ook een uitwisselingsprogramma aangegaan met de Asociación para la Interpretación del Patrimonio (Spanje) en met de Associação de Interpretação do Património Natural e Cultural (Portugal). Interpret Europe ondersteunt de ontwikkeling van verdere nationale verbanden in Europa.